# Ситников, Василий Яковлевич
Василий Яковлевич Ситников (19 августа [1 сентября] 1915, Новое Ракитино, Центрально-Чернозёмная область — 28 ноября 1987, Нью-Йорк, Нью-Йорк) — советский художник, живописец и график. Представитель послевоенного неофициального искусства. В 1975 году эмигрировал в Австрию, затем — в США.

## Биография
Родился в крестьянской семье. В 1921 вместе с семьёй переехал в Москву.
В 1933 учился в Московском судомеханическом техникуме; увлекался изготовлением моделей парусников. Поступить во ВХУТЕМАС в 1935 году не удалось. Работал на строительстве метро, художником-мультипликатором и модельщиком у режиссёра А. Л. Птушко, показывал диапозитивы на лекциях профессоров Художественного института имени В. И. Сурикова (отсюда кличка «Вася-фонарщик»).
В 1941 году, работая на окопно-оборонительных работах, собирал листовки, разбросанные фашистскими лётчиками, а также найденное оружие. Всё это у него было потом найдено дома, и его арестовали. По воспоминаниям Плавинского, собирание листовок было вызвано следующей причиной:

Летит немецкий самолет. Разбрасывает листовки, а они, говорит: розовые, желтые, голубые… ну как их не поднять, потому что, говорит, задняя сторона чистая, на ней же рисовать можно!— Фильм Андрея Загданского «Вася»
Он был признан душевнобольным и направлен на принудительное лечение в Казань. В 1944, вернувшись в столицу, перебивался случайными заработками. В период «оттепели» примкнул к «неофициальному» искусству.
С 1951 года художник много преподавал, осуществив свою мечту о «домашней академии». Со «школой Ситникова» был связан — как прямым ученичеством, так и творческими контактами — целый ряд видных мастеров (В. Г. Вейсберг, Ю. А. Ведерников, М. Д. Стерлигова, А. В. Харитонов и др.).
В 1975 мастер эмигрировал в Австрию, в 1980 — в США. Наиболее ценную часть своей коллекции икон (включая «Спаса из Гавшинки») отдал в Музей древнерусского искусства имени Андрея Рублева. Собственные же его вещи «рассеялись» почти бесследно — не считая репродукций и отдельных работ в музеях (в Нью-Йоркском музее современного искусства, музее Циммерли при Рутгерском университете штата Нью-Джерси и др.).
Умер в Нью-Йорке. Урна с его прахом перевезена родными в Москву и захоронена на Ваганьковском кладбище (уч. 14).
24 мая 2009 в галерее «Наши Художники» в Москве открылась первая персональная выставка произведений Василия Ситникова.

## Работы находятся в собраниях
- Новый музей, Санкт-Петербург.
- Рутгерский университет, Брунсвик, Нью-Джерси, США

## Фильм
В 2002 году режиссёр Андрей Загданский сделал фильм «Вася», о жизни и творчестве художника.